# Acordo de Reichstadt

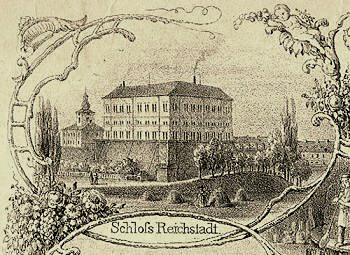
Schloß Reichstadt, litografia de 1853

Acordo de Reichstadt foi um acordo celebrado em julho de 1876 entre a Áustria-Hungria e a Rússia, que estavam naquele momento em uma aliança entre si e com Alemanha na Liga dos Três Imperadores ou Dreikaiserbund. Estiveram presentes os imperadores russos e austro-húngaros, juntamente com seus chanceleres, o Príncipe Gorchakov da Rússia e o Conde Andrassy da Áustria-Hungria. A reunião fechada aconteceu em 8 de julho, na cidade boêmia de Reichstadt (atual Zákupy). Concordaram em uma abordagem comum para a solução da Questão do Oriente, devido à instabilidade no Império Otomano e os interesses das duas grandes potências nos Bálcãs. Foi discutida a provável guerra russo-turca de 1877-1878, seus possíveis resultados e o que deveria acontecer em cada cenário.
A posterior Convenção de Budapeste de 1877 confirmou os pontos principais, mas quando a guerra terminou com o Tratado de San Stefano em 1878, as disposições desse tratado eram bastante diferentes conduzindo a insistência austríaca sobre a convocação de uma revisão no Congresso de Berlim no final daquele ano. Estes eventos lançaram as bases para a subsequente crise búlgara de 1885-1888, e, finalmente, a Primeira Guerra Mundial

## Formato
As negociações tiveram lugar em um ambiente privado e quase informal. É significativo que os resultados da reunião não foram escritos, de modo que o ponto de vista austríaco e russo do que foi acordado diferiram significativamente. Não houve nem uma convenção ou mesmo um protocolo formalmente assinado. As minutas foram ditadas separadamente para Andrassy e para Gorchakov sugerindo que nenhum dos lados realmente confiava no outro lado. A extensão da concordância da anexação austríaca da Bósnia e Herzegovina tem permanecido controversa. Foram essas inconsistências que tornaram necessárias futuras discussões na Conferência de Constantinopla e na Convenção de Budapeste posteriormente, ainda que estas, em grande parte confirmaram ou alteraram as discussões de Reichstadt.

## Termos do acordo
- Os cristãos dos Bálcãs ganhariam um grau de independência;
- A Áustria permitiria que a Rússia fizesse ganhos na Bessarábia e no Cáucaso;
- A Rússia permitiria que a Áustria obtivesse a Bósnia.

## Implicações
Isso efetivamente significou que a Áustria assegurava aos russos que ficariam de fora de uma guerra entre a Rússia e o Império Otomano. Também significava que os austríacos e os russos estavam concordando com a forma como os Bálcãs seriam divididos no caso de uma vitória russa.

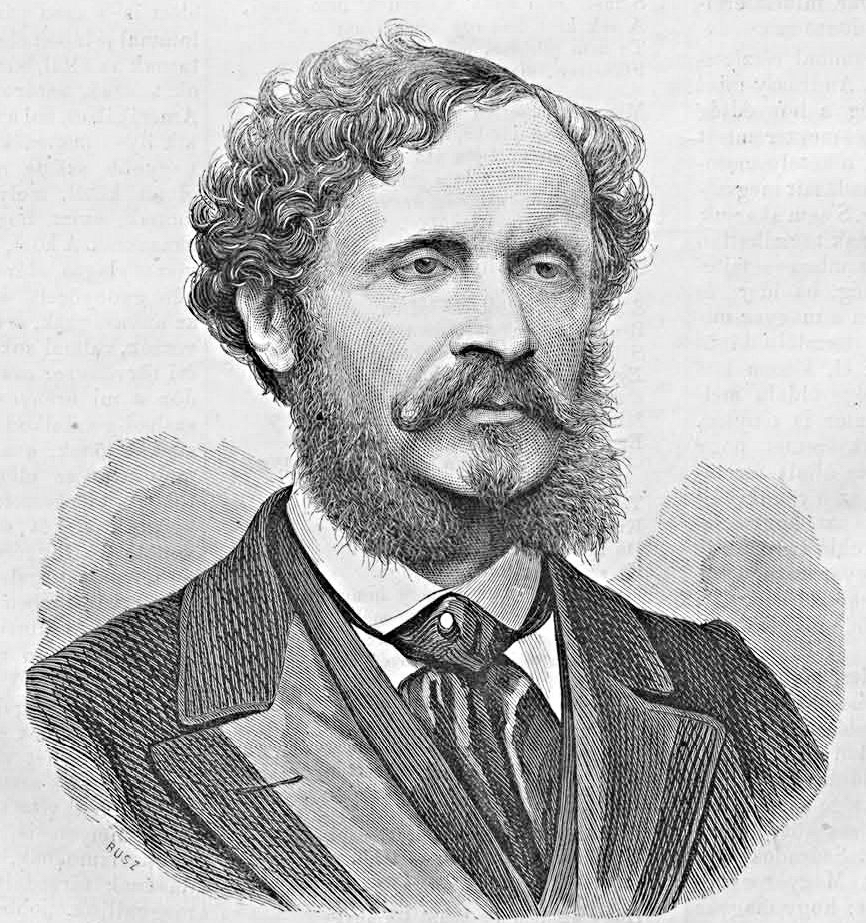
Andrassy
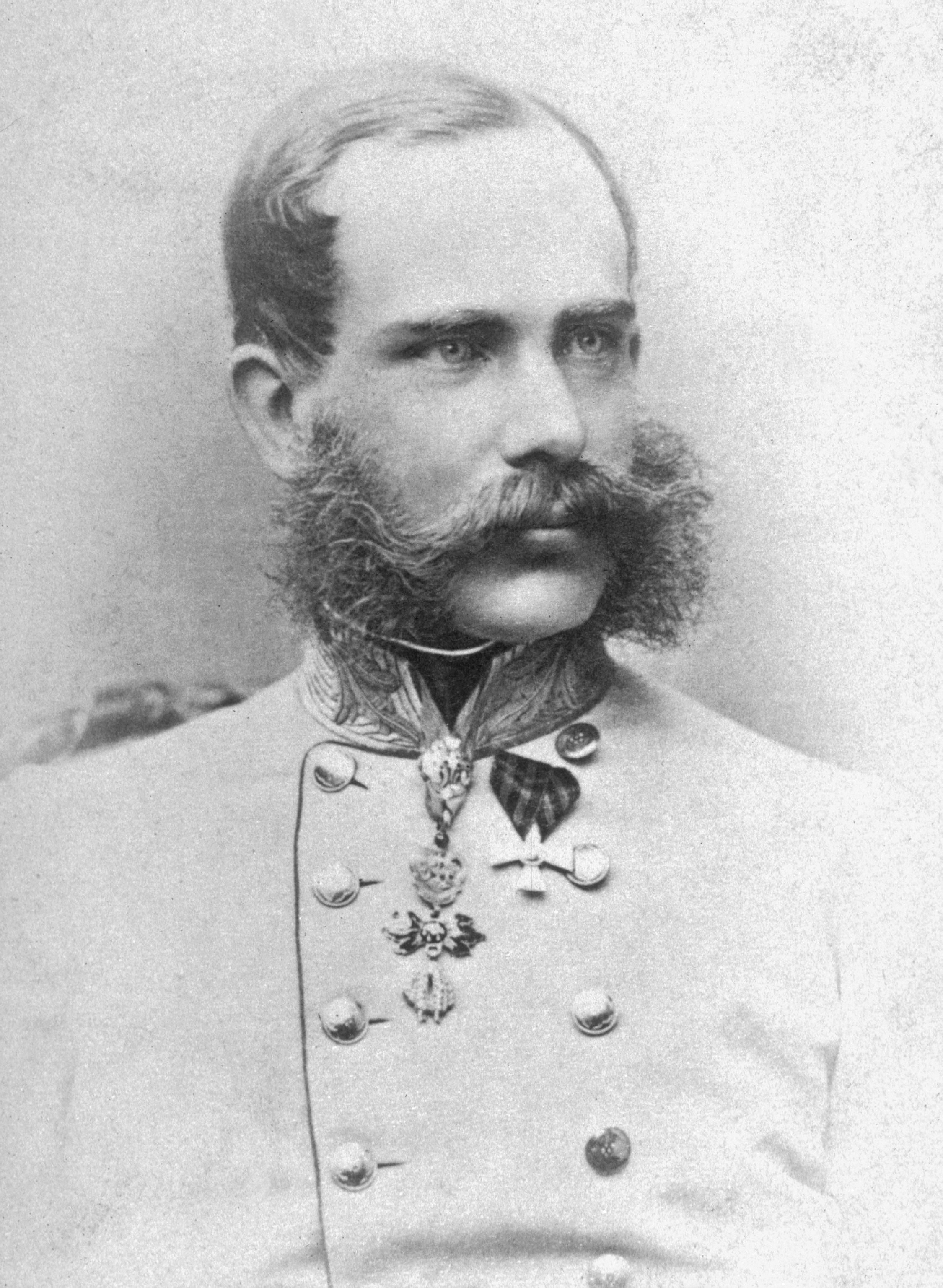
Franz Joseph
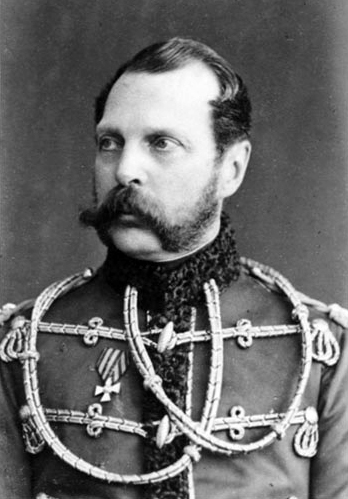
Alexander II.
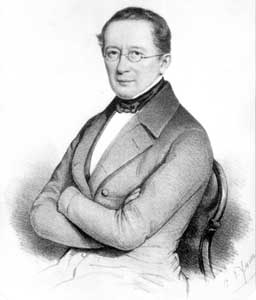
Gortschakow